# Île Chugul
Chugul est une petite île située au centre des îles Andreanof de l'archipel des îles Aléoutiennes en Alaska. C'est une des petites îles situées entre l'île Adak et l'île Atka (Alaska). Les deux îles les plus proches sont Igitkin et Tagalak.